# Wallfahrtskirche Zum Heiligen Kreuz (Süchterscheid)

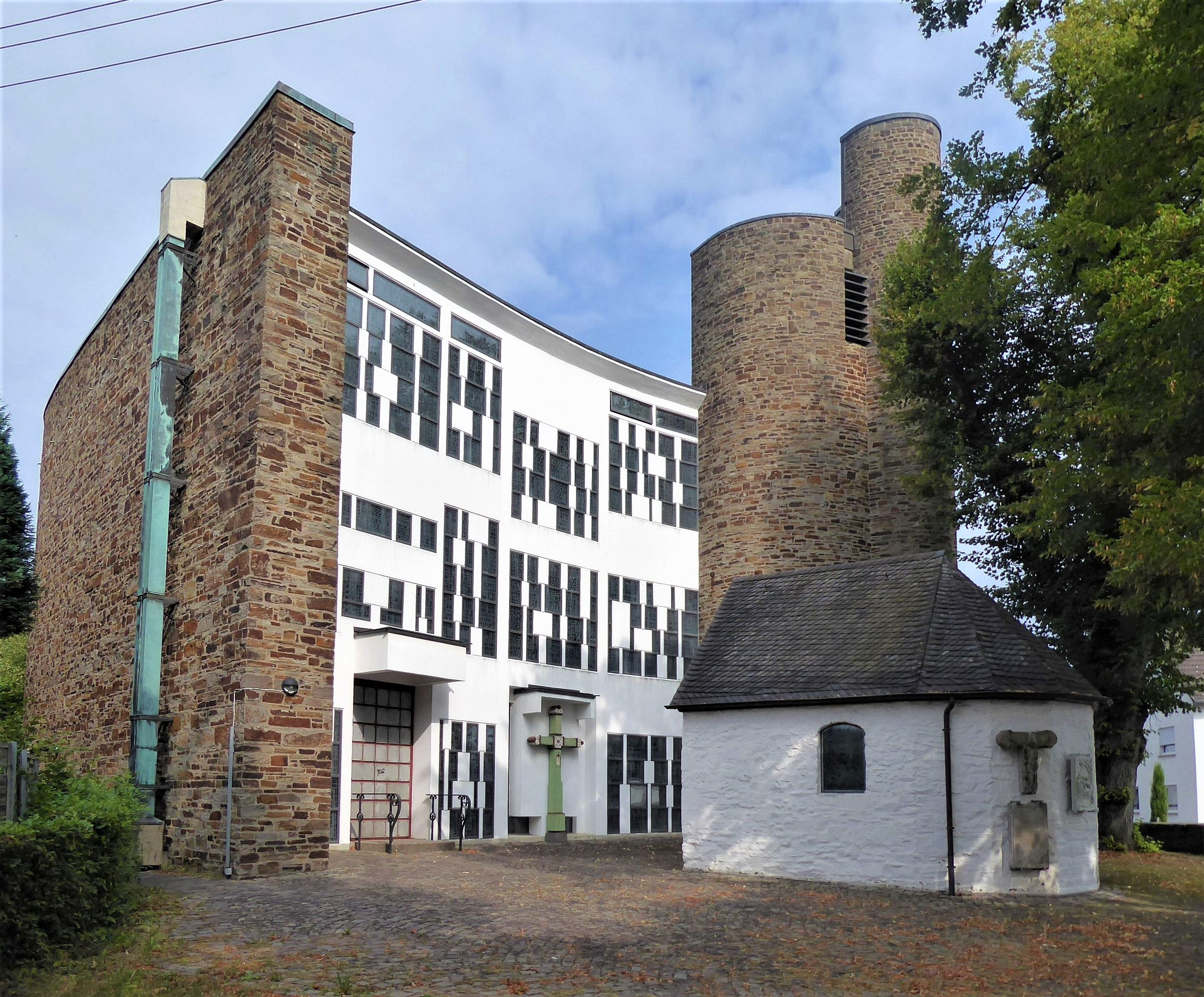
Kirche Zum Heiligen Kreuz, davor die Marienkapelle aus dem 17. Jahrhundert

Die römisch-katholische Wallfahrtskirche Zum Heiligen Kreuz befindet sich in Süchterscheid, einem Ortsteil der Stadt Hennef (Sieg) in Nordrhein-Westfalen. Die Kirche beinhaltet im Kern eine romanische Kapelle aus dem 12. Jahrhundert.

## Geschichte
Die romanische Heilig-Kreuz-Kapelle, deren kreuzgratgewölbter Chorraum mit anschließender Halbkreisapsis erhalten ist, wird in die zweite Hälfte des 12. Jahrhunderts datiert. Um 1688 erhielt die Kapelle ein Langhaus aus Fachwerk. Im Zweiten Weltkrieg wurde die Kapelle bis auf den Chor zerstört.
Seit 1506 ist eine Wallfahrt zum Heiligen Kreuz in Süchterscheid nachweisbar. In diesem Zusammenhang wurde am 22. September 1506 ein Benefizium für eine Priesterstelle durch den Ritter Bertram von Nesselrode, Herr auf Burg Ehrenstein, gestiftet. Eine Heilig-Kreuz-Reliquie in der Kapelle ist erst seit der zweiten Hälfte des 19. Jahrhunderts belegt. 
Zwischen 1957 und 1965 wurde nach Plänen des Aachener Architekten Rudolf Steinbach eine neue Wallfahrtskirche Zum Heiligen Kreuz, die die romanische Chorruine einbezieht, errichtet. Dabei wurde der romanische Chor als Seitenkapelle östlich des neuen Altars im Untergeschoss des Kirchturmes in den Neubau einbezogen. Die geschwungene Form des Neubaus bildet einen geschützten Vorplatz, der die Marienkapelle in „seine Obhut“ nimmt.

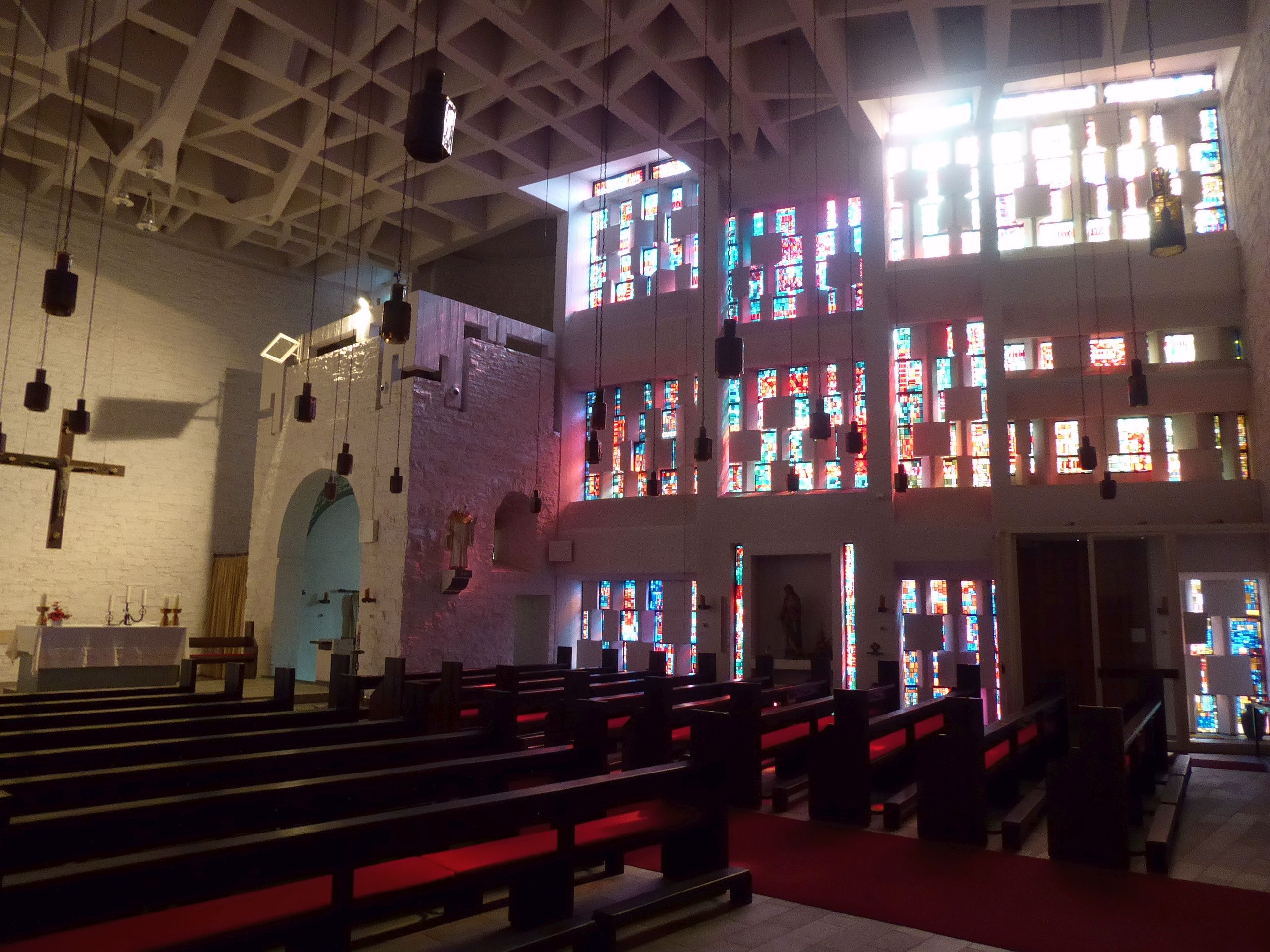
Inneres, rechts neben dem Altar die romanische Kapelle
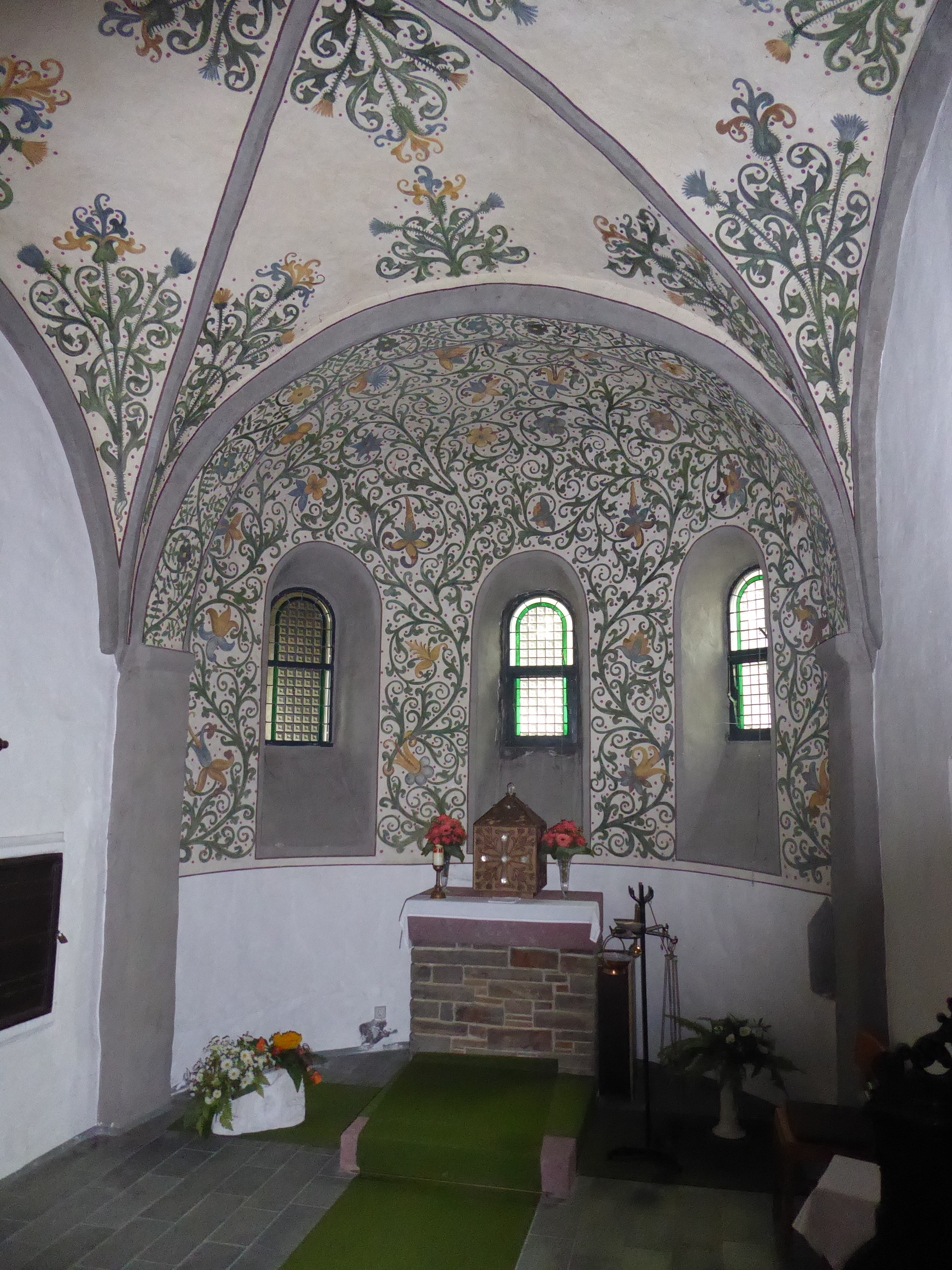
Blick in die romanische Kapelle
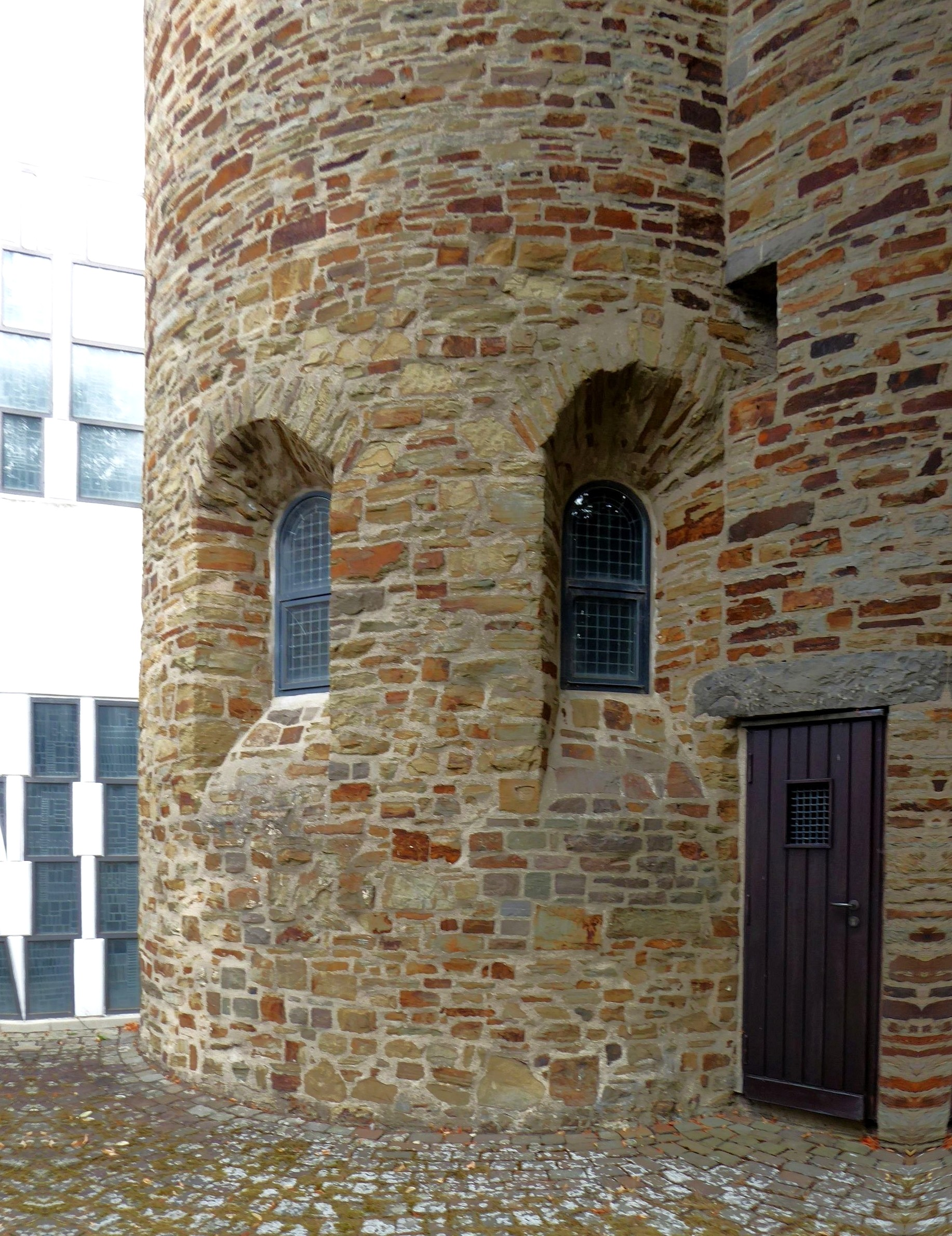
Die Apsis der romanischen Kapelle als Untergeschoss des modernen Kirchturmes